# Ivan Hirst
Ivan Hirst (* 4. März 1916 in Saddleworth, England; † 10. März 2000 in Marsden, England) war ein britischer Offizier (Major) und Ingenieur der REME (Royal Electrical and Mechanical Engineers).

## Biographie
Nach dem Ende des Zweiten Weltkriegs ging das Volkswagenwerk Wolfsburg in Wolfsburg, zuvor „Stadt des KdF-Wagens“, in die Treuhänderschaft der britischen Militärregierung über, welche eine Demontage des Werks plante. Hirst wurde im Herbst 1945 als Senior Resident Officer von der britischen Militärregierung nach Wolfsburg entsandt, wo er Mitglied der Kontrollkommission des Werkes war. Diese berief, unter anderem durch den britischen Colonel Marsh als Vertreter der Property Control der britischen Militärregierung, Hermann Münch zum Haupttreuhänder und ersten Generaldirektor für das Volkswagenwerk. Nach der Entlassung Rudolf Brörmanns als Produktionsleiter im Jahr 1946 sorgte Hirst für die Einsetzung von Hermann Steinmeier als dessen Nachfolger.
Hirst setzte sich für den Erhalt des Volkswagenwerkes ein, indem er anfangs half, dem Werk Aufträge der britischen Regierung zu sichern. Die Demontagepläne wurden mehrfach verschoben und die Zukunft des Werks wurde so schließlich gesichert. Hirst forcierte den Ausbau des Werkes und beseitigte insbesondere Versorgungs- und Verkehrsengpässe, um die Produktionsbedingungen zu verbessern. Er sorgte für den Beginn des Volkswagen-Exportes. Auf Empfehlung von Hirst wurde Heinrich Nordhoff am 1. Januar 1948 zum Generaldirektor des Volkswagenwerks ernannt. Ivan Hirst verließ im August 1949 das Volkswagenwerk. Die offizielle Übergabe der Treuhänderschaft des Volkswagenwerks an die Bundesregierung war am 8. Oktober 1949.
Bis 1955 blieb Hirst noch bei der britischen Armee, bevor er 1955 zur OECD nach Paris wechselte. Ab 1976 lebte er bei Manchester im Ruhestand.

## Ehrungen
Nach Hirst ist im Jahr 2007 in Wolfsburg eine Straße benannt (Major-Hirst-Straße) worden.